# SKA Sankt Petersburg (piłka nożna)
SKA Sankt Petersburg (ros. Футбольный клуб «СКА» Санкт-Петербург, Futbolnyj Kłub "SKA" Sankt-Pietierburg) – rosyjski klub piłkarski z siedzibą w Sankt Petersburgu.

## Historia
Chronologia nazw:
- 1934—1936: ŁDKA Leningrad (ros. ЛДКА (Ленинградский дом красной армии) Ленинград)
- 1937—1944: DKA Leningrad (ros. ДКА (Дом красной армии) Ленинград)
- 1945: KBF Leningrad (ros. «КБФ» Ленинград)
- 1946—1953: DO Leningrad (ros. ДО (Дом офицеров) Ленинград)
- 1954—1956: ODO Leningrad (ros. ОДО (Окружной дом офицеров) Ленинград)
- 1957—1959: LenWO Leningrad (ros. ЛенВО (Ленинградский военный округ) Ленинград)
- 1968—1989: SKA Leningrad (ros. СКА (Спортивный клуб армии) Ленинград)
- 1990—1991: SKA-Kalininiec Leningrad (ros. «СКА-Калининец» Ленинград)
- 1992—1995: SKA-Turbostroitiel Sankt Petersburg (ros. «СКА-Турбостроитель» Санкт-Петербург)
- 1996—1997: Istocznik-SKA Sankt Petersburg (ros. «Источник-СКА» Санкт-Петербург)
- 1998—1999: SKA Sankt Petersburg (ros. СКА (Спортивный клуб армии) Санкт-Петербург)
- 2000: SKA-Łokomotiw Sankt Petersburg (ros. «СКА-Локомотив» Санкт-Петербург)
- 2001—2002: SKA Sankt Petersburg (ros. СКА (Спортивный клуб армии) Санкт-Петербург)

Założony w 1934 jako ŁDKA Leningrad, chociaż już od 1922 w Pietrogradzie rozgrywano "Armiejskie Igrzyska" z udziałem piłkarzy.
W 1937 zespół startował w rozgrywkach Pucharu ZSRR.
W 1946 debiutował w Trzeciej Grupie, podgrupie Zachodniej Mistrzostw ZSRR, w której zajął 3 miejsce i awansował do Drugiej Grupy, podgrupy Centralnej. W 1949 zajął drugie miejsce w swojej grupie, ale następnie na długo znikł z rozgrywek profesjonalnych.
Dopiero w 1962 klub ponownie startował w Klasie B, podgrupie 1. Po reformie systemu lig ZSRR w 1963 klub okazał się w Klasie B, podgrupie 2. Klub zajął 9 miejsce i ponownie na długo znikł z rozgrywek profesjonalnych.
Dopiero w 1992 klub reaktywowano. Klub startował w Mistrzostwach Rosji spośród zespołów amatorskich, gdzie występował z przerwami do 2000.
W latach 2000–2001 klub występował w Amatorskiej Lidze.

## Sukcesy
- 2 miejsce w Drugiej Grupie ZSRR, podgrupie 3: 1949
- 1/4 finału w Pucharze ZSRR: 1954